# Blanca Paloma
Blanca Paloma Ramos Baeza, znana kot Blanca Paloma, španska pevka, scenografka in kostumografka * 9. junij 1989.

## Zgodnje življenje
Blanca se je rodila in odraščala v Elcheju. Po diplomi iz likovne umetnosti na univerzi Miguel Hernández v Elcheju se je Ramos leta 2013 preselil v Madrid, kjer je nadaljevala kariero v gledališču.

## Kariera
Dne 10. decembra 2021 je bilo objavljeno, da bo sodelovala na festivalu Benidorm Fest 2022 s svojo pesmijo »Secreto de agua«. Nastopila je v prvem polfinalu in se uvrstila v finale, kjer je zasedla 5. mesto z 61 točkami.

### Pesem Evrovizije 2023
Naslednje leto je ponovno sodelovala na Benidorm Fest 2023 s pesmijo »Eaea«. Nastopila je v drugem polfinalu in se uvrstila v finale. V finalu je osvojila prvo mesto s 169 točkami. Festival je služil tudi kot španski nacionalni izbor za Pesem Evrovizije 2023 vLiverpoolu. Blanca Paloma je nastopila v finalu tekmovanja in zasedla 17. mesto s 100 točkami; od tega 5 točk telefonskega glasovanja.

## Diskografija

### Pesmi
| Naslov            | Leto | Najvišja uvrstitev na lestvici | Album |
| Naslov            | Leto | LTU                            | Album |
| ----------------- | ---- | ------------------------------ | ----- |
| »Secreto de agua« | 2021 | —                              |       |
| »Niña de fuego«   | 2022 | —                              |       |
| »Eaea«            | 2022 | 67                             |       |
| »Plumas de nácar« | 2023 | —                              |       |
| »Jaleo«           | 2023 | —                              |       |